# Ralph de Stafford
Ralph de Stafford (24 septembre 1301 – 31 août 1372), 2e baron Stafford, puis 1er comte de Stafford, chevalier de la Jarretière, est un officier anglais réputé des débuts de la guerre de Cent Ans.

## Biographie
Fils d’Edmund de Stafford (en), 1er baron Stafford, et de Margaret Bassett, il perdit son père alors qu'il n'avait que sept ans. Il grandit dans les Midlands sous l'autorité de son beau-père, Thomas Pipe. Ce dernier l'initia à la carrière militaire, puis il intégra le régiment de Ralph, deuxième baron Bassett.
Stafford devint banneret en 1327 et combattit les Écossais au cours des années suivantes. Il fut l'un des conjurés qui libérèrent le prince Édouard de l'emprise de Roger Mortimer, et fut justement récompensé. Dès l'été 1332, il était seigneur justicier du Staffordshire et se vit confier plusieurs ambassades, dans la suite de Hugh Audley. Au cours des guerres contre les Écossais, il commandait les archers, notamment à la bataille de Dupplin Moor le 11 août 1332.
Il est nommément cité comme député en tant que Lord Stafford le 29 novembre 1336 et continuera de siéger jusqu'en 1350.
Il accompagna le roi Édouard en France comme conseiller en 1338 et prit part à la bataille de l'Écluse le 24 juin 1340. Au cours de la guerre de succession de Bretagne, il combattit au secours de Brest et au siège de Morlaix. Fait prisonnier à la fin des Sièges de Vannes (1342), il fut remis au roi d'Angleterre contre rançon et put ainsi prendre part aux pourparlers de Malestroit.
Le 6 janvier 1341, il devint Intendant de la Maison du Roi mais démissionna de cette charge le 29 mars 1345 pour devenir sénéchal de Guyenne, et résida une année dans cette province. Il prit une part éminente à la Chevauchée d'Édouard III en 1346, ponctuée par la bataille d'Auberoche, le siège d’Aiguillon (d'où il s'évada avant qu'il soit levé), la prise de Barfleur et la bataille de Crécy. Il fut l'un des 26 fondateurs de l’ordre de la Jarretière, créé en 1348, et le cinquième chevalier de l'Ordre.
En novembre 1347, sa mère mourut ; ses parents avaient pu accaparer ses terres sans rendre hommage au roi, ce qui permet de situer leurs options politiques. Ralph devint dès lors un grand propriétaire, et il accrut ses confortables revenus des rançons et prises de guerre réalisées en France.
Pour récompenser ses capitaines, puis plus tard à l'occasion de son jubilé, Édouard III créa un certain nombre de nouveaux titres de la pairie. Ralph fut ainsi élevé au rang de comte de Stafford le 5 mars 1350, avec rente annuelle de 1 000 marcs. Il prit la succession du duc Henry de Grosmont en tant que lieutenant de Guyenne, s'engageant par là à entretenir 200 hommes d'arme à ses frais. Cet effectif doubla en mars 1353 grâce à des subsides pris sur la cassette royale. Les chevauchées ramenèrent longtemps plusieurs captifs dont il tirait rançon, mais bientôt cette ressource vint à se tarir et il fut remplacé à son tour par le Prince Noir.
Encore à l'âge de 60 ans, Stafford continuait à diriger ses troupes et faisait fonction d'ambassadeur non seulement auprès de la cour de France mais aussi en Irlande (1361), où il accompagnait Lionel d'Anvers pour tenter de rétablit l'autorité de la Couronne d'Angleterre.
Il mourut le 31 août 1372 au château de Tonbridge, dans le Kent, et fut inhumé au prieuré de Tonbridge, aux côtés de sa seconde épouse et de ses parents.

## Mariages et enfants
Vers 1326, Stafford épousa Katherine Hastang (ou « Hastings »),. Katherine était la fille d’un chevalier de Chebsey, dans le Staffordshire, John de Hastang. Ralph et Katherine eurent deux filles :
- Margaret, qui épousera le chevalier John de Bramshall (ou de Wickham) de Stafford.
- Joan, qui épousera le chevalier Nicholas de Beke.

Puis il fit sensation en enlevant Marguerite Audley, la fille du baron Hugh Audley et de Marguerite de Clare, dont les rentes annuelles s'élevaient à 2 314 £, soit plus de dix fois celles de sa propre famille. Les parents en appelèrent au monarque, Édouard III, mais ce dernier approuva sans surprise les actes de son ami : en geste d’apaisement, le roi éleva Hugh au rang de comte de Gloucester. Margaret de Audley et Stafford se marièrent le 6 juillet 1336 et eurent deux fils et quatre filles :
- Ralph de Stafford (mort en 1347) épousa Maud de Lancastre, fille du duc Henri de Grosmont et d’Isabelle de Beaumont en 1344[2],[6].
- Hugh de Stafford (2e comte de Stafford), né vers 1342 dans le Staffordshire, qui épousa Philippa de Beauchamp ; il est l'ancêtre des Ducs de Buckingham (création du titre en 1444)[6].
- Élisabeth de Stafford, née vers 1340 dans le Staffordshire, et décédée le 7 août 1376, épousa en premières noces Foulques le Strange[6], en secondes noces le baron John de Ferrers de Chartley et en troisièmes noces le baron Reginald de Cobham (2nd baron Cobham)[7].
- Béatrice de Stafford, née vers 1341 dans le Staffordshire, décédée en 1415, épousa en premières noces Maurice FitzGerald, second comte de Desmond (mort en juin 1358) en 1350 ; en secondes noces le baron Thomas de Ros, de Helmsley et en troisièmes noces le chevalier Richard Burley[6].
- Joan de Stafford, née vers 1344 dans le Staffordshire, décédée en 1397, épousa en premières noces John Charleton (3e baron Cherleton)[6]; en secondes noces le baron Gilbert Talbot, 3rd Baron Talbot[8].
- Katherine de Stafford, née vers 1348 dans le Staffordshire, décédée en décembre 1361. Le 25 décembre 1357, elle épousa le chevalier John de Sutton III (1339 – vers 1370 ou 1376), seigneur du château de Dudley, dans le Staffordshire[9]. Elle eut un fils, John de Sutton IV, et fut grand-mère de John de Sutton V[10].

## Arbre généalogique
|  |                                        |  |  |  |  |  |  |  |  |  |  |  |  |  |  |  |
|  | Henry de Stafford                      |  |  |  |  |  |  |  |  |  |  |  |  |  |  |  |
|  |                                        |  |  |  |  |  |  |  |  |  |  |  |  |  |  |  |
|  |                                        |  |  |  |  |  |  |  |  |  |  |  |  |  |  |  |
|  | Robert de Stafford                     |  |  |  |  |  |  |  |  |  |  |  |  |  |  |  |
|  |                                        |  |  |  |  |  |  |  |  |  |  |  |  |  |  |  |
|  |                                        |  |  |  |  |  |  |  |  |  |  |  |  |  |  |  |
|  | Petronell de Ferrers                   |  |  |  |  |  |  |  |  |  |  |  |  |  |  |  |
|  |                                        |  |  |  |  |  |  |  |  |  |  |  |  |  |  |  |
|  |                                        |  |  |  |  |  |  |  |  |  |  |  |  |  |  |  |
|  | Nicholas de Stafford                   |  |  |  |  |  |  |  |  |  |  |  |  |  |  |  |
|  |                                        |  |  |  |  |  |  |  |  |  |  |  |  |  |  |  |
|  |                                        |  |  |  |  |  |  |  |  |  |  |  |  |  |  |  |
|  | Thomas de Corbet                       |  |  |  |  |  |  |  |  |  |  |  |  |  |  |  |
|  |                                        |  |  |  |  |  |  |  |  |  |  |  |  |  |  |  |
|  |                                        |  |  |  |  |  |  |  |  |  |  |  |  |  |  |  |
|  | Alice Corbet                           |  |  |  |  |  |  |  |  |  |  |  |  |  |  |  |
|  |                                        |  |  |  |  |  |  |  |  |  |  |  |  |  |  |  |
|  |                                        |  |  |  |  |  |  |  |  |  |  |  |  |  |  |  |
|  | Isable de Valletort                    |  |  |  |  |  |  |  |  |  |  |  |  |  |  |  |
|  |                                        |  |  |  |  |  |  |  |  |  |  |  |  |  |  |  |
|  |                                        |  |  |  |  |  |  |  |  |  |  |  |  |  |  |  |
|  | Edmund de Stafford, 1st Baron Stafford |  |  |  |  |  |  |  |  |  |  |  |  |  |  |  |
|  |                                        |  |  |  |  |  |  |  |  |  |  |  |  |  |  |  |
|  |                                        |  |  |  |  |  |  |  |  |  |  |  |  |  |  |  |
|  | Thomas de Clinton                      |  |  |  |  |  |  |  |  |  |  |  |  |  |  |  |
|  |                                        |  |  |  |  |  |  |  |  |  |  |  |  |  |  |  |
|  |                                        |  |  |  |  |  |  |  |  |  |  |  |  |  |  |  |
|  | Thomas de Clinton                      |  |  |  |  |  |  |  |  |  |  |  |  |  |  |  |
|  |                                        |  |  |  |  |  |  |  |  |  |  |  |  |  |  |  |
|  |                                        |  |  |  |  |  |  |  |  |  |  |  |  |  |  |  |
|  | Mazera de Bisey                        |  |  |  |  |  |  |  |  |  |  |  |  |  |  |  |
|  |                                        |  |  |  |  |  |  |  |  |  |  |  |  |  |  |  |
|  |                                        |  |  |  |  |  |  |  |  |  |  |  |  |  |  |  |
|  | Eleanor de Clinton                     |  |  |  |  |  |  |  |  |  |  |  |  |  |  |  |
|  |                                        |  |  |  |  |  |  |  |  |  |  |  |  |  |  |  |
|  |                                        |  |  |  |  |  |  |  |  |  |  |  |  |  |  |  |
|  | Sir Ralph Bracebridge                  |  |  |  |  |  |  |  |  |  |  |  |  |  |  |  |
|  |                                        |  |  |  |  |  |  |  |  |  |  |  |  |  |  |  |
|  |                                        |  |  |  |  |  |  |  |  |  |  |  |  |  |  |  |
|  | Maud Bracebridge                       |  |  |  |  |  |  |  |  |  |  |  |  |  |  |  |
|  |                                        |  |  |  |  |  |  |  |  |  |  |  |  |  |  |  |
|  |                                        |  |  |  |  |  |  |  |  |  |  |  |  |  |  |  |
|  | ??                                     |  |  |  |  |  |  |  |  |  |  |  |  |  |  |  |
|  |                                        |  |  |  |  |  |  |  |  |  |  |  |  |  |  |  |
|  |                                        |  |  |  |  |  |  |  |  |  |  |  |  |  |  |  |
|  | Ralph Stafford                         |  |  |  |  |  |  |  |  |  |  |  |  |  |  |  |
|  |                                        |  |  |  |  |  |  |  |  |  |  |  |  |  |  |  |
|  |                                        |  |  |  |  |  |  |  |  |  |  |  |  |  |  |  |
|  | Baron Ralph Basset                     |  |  |  |  |  |  |  |  |  |  |  |  |  |  |  |
|  |                                        |  |  |  |  |  |  |  |  |  |  |  |  |  |  |  |
|  |                                        |  |  |  |  |  |  |  |  |  |  |  |  |  |  |  |
|  | Sir Ralph Basset                       |  |  |  |  |  |  |  |  |  |  |  |  |  |  |  |
|  |                                        |  |  |  |  |  |  |  |  |  |  |  |  |  |  |  |
|  |                                        |  |  |  |  |  |  |  |  |  |  |  |  |  |  |  |
|  | Margeret de Somery                     |  |  |  |  |  |  |  |  |  |  |  |  |  |  |  |
|  |                                        |  |  |  |  |  |  |  |  |  |  |  |  |  |  |  |
|  |                                        |  |  |  |  |  |  |  |  |  |  |  |  |  |  |  |
|  | Lord Ralph Bassett of Drayton          |  |  |  |  |  |  |  |  |  |  |  |  |  |  |  |
|  |                                        |  |  |  |  |  |  |  |  |  |  |  |  |  |  |  |
|  |                                        |  |  |  |  |  |  |  |  |  |  |  |  |  |  |  |
|  | ??                                     |  |  |  |  |  |  |  |  |  |  |  |  |  |  |  |
|  |                                        |  |  |  |  |  |  |  |  |  |  |  |  |  |  |  |
|  |                                        |  |  |  |  |  |  |  |  |  |  |  |  |  |  |  |
|  | Hawise of Drayton                      |  |  |  |  |  |  |  |  |  |  |  |  |  |  |  |
|  |                                        |  |  |  |  |  |  |  |  |  |  |  |  |  |  |  |
|  |                                        |  |  |  |  |  |  |  |  |  |  |  |  |  |  |  |
|  | ??                                     |  |  |  |  |  |  |  |  |  |  |  |  |  |  |  |
|  |                                        |  |  |  |  |  |  |  |  |  |  |  |  |  |  |  |
|  |                                        |  |  |  |  |  |  |  |  |  |  |  |  |  |  |  |
|  | Margaret Bassett                       |  |  |  |  |  |  |  |  |  |  |  |  |  |  |  |
|  |                                        |  |  |  |  |  |  |  |  |  |  |  |  |  |  |  |
|  |                                        |  |  |  |  |  |  |  |  |  |  |  |  |  |  |  |
|  | Reynold de Grey, Baron Grey            |  |  |  |  |  |  |  |  |  |  |  |  |  |  |  |
|  |                                        |  |  |  |  |  |  |  |  |  |  |  |  |  |  |  |
|  |                                        |  |  |  |  |  |  |  |  |  |  |  |  |  |  |  |
|  | John de Grey, Baron Grey               |  |  |  |  |  |  |  |  |  |  |  |  |  |  |  |
|  |                                        |  |  |  |  |  |  |  |  |  |  |  |  |  |  |  |
|  |                                        |  |  |  |  |  |  |  |  |  |  |  |  |  |  |  |
|  | Maud de Longchamp                      |  |  |  |  |  |  |  |  |  |  |  |  |  |  |  |
|  |                                        |  |  |  |  |  |  |  |  |  |  |  |  |  |  |  |
|  |                                        |  |  |  |  |  |  |  |  |  |  |  |  |  |  |  |
|  | Joan de Grey                           |  |  |  |  |  |  |  |  |  |  |  |  |  |  |  |
|  |                                        |  |  |  |  |  |  |  |  |  |  |  |  |  |  |  |
|  |                                        |  |  |  |  |  |  |  |  |  |  |  |  |  |  |  |
|  | William de Ferrers, Lord of Groby      |  |  |  |  |  |  |  |  |  |  |  |  |  |  |  |
|  |                                        |  |  |  |  |  |  |  |  |  |  |  |  |  |  |  |
|  |                                        |  |  |  |  |  |  |  |  |  |  |  |  |  |  |  |
|  | Anne de Ferrers                        |  |  |  |  |  |  |  |  |  |  |  |  |  |  |  |
|  |                                        |  |  |  |  |  |  |  |  |  |  |  |  |  |  |  |
|  |                                        |  |  |  |  |  |  |  |  |  |  |  |  |  |  |  |
|  | Lady Anne le Despencer                 |  |  |  |  |  |  |  |  |  |  |  |  |  |  |  |
|  |                                        |  |  |  |  |  |  |  |  |  |  |  |  |  |  |  |
|  |                                        |  |  |  |  |  |  |  |  |  |  |  |  |  |  |  |

## Sources
- (en) Cet article est partiellement ou en totalité issu de l’article de Wikipédia en anglais intitulé « Ralph de Stafford, 1st Earl of Stafford » (voir la liste des auteurs).

1. 1 2  Darryl Lundy, « thePeerage.com - Person Page 812 », thePeerage.com (consulté le 21 novembre 2011)
2. 1 2 3 4 5 6 7 8  Ralph Stafford, Oxford Dictionary of National Biography. Dictionary of National Biography, Londres, Smith, Elder & Co., 1885–1900 (lire en ligne), « Stafford, Ralph de »
3. ↑  « Houses of Austin canons, The priory of Tonbridge », British History Online (consulté le 16 octobre 2010)
4. ↑  History of Parliament, Boydell & Brewer, coll. « The History of Parliament: The House of Commons, 1382-1421 », novembre 2011, 4 volumes (ISBN 978-0-86299-943-8, lire en ligne)
5. ↑  « Katherine Hastang » [archive du 6 juin 2012], family search Coummunity Trees, familysearch.org (consulté le 21 novembre 2011)
6. 1 2 3 4 5  D'après John Burke, A general and heraldic dictionary of the peerages of England, Ireland and Scotland, extinct, dormant and in abeyance, Henry Colburn and Richard Bentley, 1831, p. 488.
7. ↑  D'après G.E. Cokayne, vicaire Gibbs, H.A. Doubleday, Geoffrey H. White, Duncan Warrand et Lord Howard de Walden, The Complete Peerage of England, Scotland, Ireland, Great Britain and the United Kingdom, Extant, Extinct or Dormant, vol. III, Gloucester, Alan Sutton Publishing, 1910-1959 en 6 volumes (réimpr. 2000), 13 volumes in-12°, p. 353.
8. ↑  G.E. Cokayne; with Vicary Gibbs, H.A. Doubleday, Geoffrey H. White, Duncan Warrand and Lord Howard de Walden, editors, The Complete Peerage of England, Scotland, Ireland, Great Britain and the United Kingdom, Extant, Extinct or Dormant, new ed., 13 volumes in 14 (1910-1959; reprint in 6 volumes, Gloucester, U.K.: Alan Sutton Publishing, 2000), volume III, page 161.
9. ↑  « Katherine Stafford » [archive du 6 juin 2012], family search Community Trees, familysearch.org (consulté le 23 novembre 2011)
10. ↑  Charles Mosley, editor, Burke's Peerage, Baronetage & Knightage, 107e édition, 3 volumes (Wilmington, Delaware, U.S.A.: Burke's Peerage (Genealogical Books) Ltd, 2003), volume 1, page 1191.

- The Peerage, p1414